# Matt Heafy
Matthew Kiichi Heafy (n. 26 ianuarie 1986) este un muzician japonezo-american, cunoscut mai ales ca vocalist și chitarist al formației heavy metal americane Trivium. De asemenea  Heafy este vocalistul formației Capharnaum, alături de fostul producător al lui Trivium, Jason Suecof.

## Discografie
Trivium
- Trivium EP (also known as The Blue Demo) (2003)
- Ember to Inferno (2003)
- Ascendancy (2005)
- The Crusade (2006)
- Shogun (2008)
- In Waves (2011)
- Vengeance Falls (2013)

Capharnaum
- Fractured (2004)

MindScar
- MindScar EP (2001)

Tomorrow Is Monday
- Lush Like an Antpile (2004)

1. "Head on Collision with a Rosebush Catching Fire"

Altele
- Roadrunner United (2005)
- Master of Puppets: Remastered (2006)
- Machine Head Aesthetics of Hate (Music video cameo) (2007)
- Maiden Heaven: A Tribute to Iron Maiden (2008)
- A Day to Remember All I Want (Music video cameo) (2011)